# UFC 202
UFC 202: Diaz vs. McGregor 2 è stato un evento di arti marziali miste tenuto dalla Ultimate Fighting Championship svolto il 20 agosto 2016 al T-Mobile Arena di Las Vegas, Stati Uniti.
Questo è stato il primo evento sotto il pieno controllo della WME-IMG, il nuovo proprietario dell'organizzazione.

## Retroscena
Nel main event della card si affrontarono in un rematch nella categoria dei pesi welter, Nate Diaz e il campione dei pesi piuma UFC Conor McGregor.
Il primo incontro tra i due lottatori avvenne all'inizio dell'anno all'evento UFC 196. McGregor doveva inizialmente affrontare il campione dei pesi leggeri UFC Rafael dos Anjos, ma quest'ultimo venne rimosso dalla card per la rottura di un piede a 11 giorni dall'inizio dell'evento. Al suo posto venne inserito Diaz e l'intero incontro venne spostato nella categoria dei pesi welter. Nate vinse il match con una rear-naked choke al secondo round. Il loro rematch doveva svolgersi all'evento UFC 200 ma, a metà aprile, a causa di alcuni disaccordi avuti tra McGregor e la UFC il match venne cancellato.
L'incontro tra Anthony Johnson e Glover Teixeira doveva essere il co-main evento della card UFC on Fox: Holm vs. Shevchenko. Tuttavia, Johnson venne rimosso un mese prima dall'evento a causa di problemi personali, ed in seguito anche il brasiliano venne rimosso e l'incontro venne infine organizzato per questo evento.
Dong Hyun Kim avrebbe dovuto affrontare Neil Magny, ma subì un infortunio il 12 luglio e venne sostituito da Lorenz Larkin.
L'incontro di pesi leggeri tra Al Iaquinta e Thiago Alves doveva tenersi in questo evento, ma successivamente la UFC decise di spostarlo per UFC 205.
Il match tra l'ex campione dei pesi welter WEC ed ex campione dei pesi welter UFC ad interim Carlos Condit e Demian Maia, doveva svolgersi per questo evento ma in seguito venne spostato in un evento futuro.
Sultan Aliev doveva affrontare Hyun Gyu Lim. Tuttavia, Aliev venne rimosso dalla card nei primo giorni di agosto a causa di un infortunio al polso. Al suo posto venne inserito Mike Perry.
Il 5 agosto, Sean Strickland venne rimosso dal suo incontro con Tim Means a causa di un infortunio al ginocchio. Venne rimpiazzato da Sabah Homasi.
Il vincitore del reality show The Ultimate Fighter: China Ning Guangyou venne trovato positivo al clenbuterolo, ma la USADA decise di assolverlo per assenza di colpa. Infatti dopo aver esaminato affondo il caso, fu determinato che molto probabilmente la causa di ingerimento di tale sostanza era dovuta a della carne contaminata. Guangyou doveva affrontare Marlo Vera, ma a causa di questo avvenimento l'intero incontro venne spostato per UFC on Fox: Maia vs. Condit.

## Risultati
|                                   | Divisione         |                   |                 |                    | Metodo                                         | Round           | Tempo           | Premio          |
| Card Principale                   | Card Principale   | Card Principale   | Card Principale | Card Principale    | Card Principale                                | Card Principale | Card Principale | Card Principale |
| --------------------------------- | ----------------- | ----------------- | --------------- | ------------------ | ---------------------------------------------- | --------------- | --------------- | --------------- |
|                                   | Pesi Welter       | Conor McGregor    | batte           | Nate Diaz          | Decisione di maggioranza (48-47, 47-47, 48-47) | 5               | 5:00            | FOTN            |
|                                   | Pesi Mediomassimi | Anthony Johnson   | batte           | Glover Teixeira    | KO (pugno)                                     | 1               | 0:13            | POTN            |
|                                   | Pesi Welter       | Donald Cerrone    | batte           | Rick Story         | KO Tecnico (calcio alla testa e pugni)         | 2               | 2:02            | POTN            |
|                                   | Pesi Welter       | Mike Perry        | batte           | Hyun Gyu Lim       | KO Tecnico (pugni)                             | 1               | 3:38            |                 |
|                                   | Pesi Welter       | Tim Means         | batte           | Sabah Homasi       | KO Tecnico (pugni)                             | 2               | 2:56            |                 |
| Card Preliminare (Fox Sports 1)   |                   |                   |                 |                    |                                                |                 |                 |                 |
|                                   | Pesi Gallo        | Cody Garbrandt    | batte           | Takeya Mizugaki    | KO Tecnico (pugni)                             | 1               | 0:48            |                 |
|                                   | Pesi Gallo (F)    | Raquel Pennington | batte           | Elizabeth Phillips | Decisione unanime (30-27, 30-27, 30-27)        | 3               | 5:00            |                 |
|                                   | Pesi Piuma        | Artem Lobov       | batte           | Chris Avila        | Decisione unanime (30-27, 30-27, 30-27)        | 3               | 5:00            |                 |
|                                   | Pesi Paglia (F)   | Cortney Casey     | batte           | Randa Markos       | Sottomissione verbale (armbar)                 | 1               | 4:34            |                 |
| Card Preliminare (UFC Fight Pass) |                   |                   |                 |                    |                                                |                 |                 |                 |
|                                   | Pesi Welter       | Lorenz Larkin     | batte           | Neil Magny         | KO Tecnico (gomitate)                          | 1               | 4:08            |                 |
|                                   | Pesi Welter       | Colby Covington   | batte           | Max Griffin        | KO Tecnico (pugni)                             | 3               | 2:18            |                 |
|                                   | Pesi Medi         | Marvin Vettori    | batte           | Alberto Uda        | Sottomissione (ghigliottina)                   | 1               | 4:30            |                 |

## Premi
I lottatori premiati ricevettero un bonus di 50.000 dollari.
Legenda:
- FOTN: Fight of the Night (vengono premiati entrambi gli atleti per il miglior incontro dell'evento)
- POTN: Performance of the Night (viene premiato il vincitore per la migliore performance dell'evento)

## Incontri Annullati
|  | Divisione    |               |        |                 | Motivo                                      |
|  | ------------ | ------------- | ------ | --------------- | ------------------------------------------- |
|  | Pesi Welter  | Neil Magny    | contro | Dong Hyun Kim   | Kim subì un infortunio                      |
|  | Pesi Leggeri | Al Iaquinta   | contro | Thiago Alves    | Il match venne spostato in un evento futuro |
|  | Pesi Welter  | Demian Maia   | contro | Carlos Condit   | Il match venne spostato in un evento futuro |
|  | Pesi Welter  | Hyun Gyu Lim  | contro | Sultan Aliev    | Aliev subì un infortunio                    |
|  | Pesi Welter  | Tim Means     | contro | Sean Strickland | Kim subì un infortunio                      |
|  | Pesi Gallo   | Ning Guangyou | contro | Marlon Vera     | Guangyou ebbe problemi di doping            |